# 216ª Divisione costiera
La 216ª Divisione Costiera fu una divisione di fanteria del Regio Esercito Italiano attiva durante la seconda guerra mondiale che venne formata nell'agosto 1943 e schierata in Toscana, dove venne sciolta nel settembre 1943.

## Storia
La 216ª Divisione costiera fu costituita il 10 agosto 1943 a Pisa e venne sottoposta al II Corpo d'Armata. Le divisioni costiere del Regio Esercito erano divisioni di seconda linea formate con riservisti ed equipaggiate con materiale di seconda scelta; reclutati localmente, erano spesso comandati da ufficiali richiamati dal pensionamento. La divisione era responsabile della difesa costiera del litorale della Toscana settentrionale dalla foce del fiume Parmignola a San Vincenzo. Dopo l'annuncio dell'armistizio di Cassibile dell'8 settembre 1943 la divisione, ancora in fase di formazione venne sciolta.

## Ordine di battaglia
- 12º Rgt. costiero
  - su 2 Btg.
- 13º Rgt. costiero
  - su 2 Btg.

- VII Gr. costiero da posizione
- VIII Gr. costiero da posizione
- XV Gr. costiero da posizione1
- 522a Cp. mitraglieri da posizione
- 523a Cp. mitraglieri da posizione
- 602a Cp. mitraglieri da posizione
- 198° Distac.to anti-paracadutisti
- 202° Distac.to anti-paracadutisti
- 204° Distac.to anti-paracadutisti
- 3° Pl. genio2[1]

## Comandanti
- Generale di Brigata Carlo Ceriana-Mayneri (10 agosto 1943 - 9 settembre 1943)[1]